# 卡萊拉爾加

卡萊拉爾加（西班牙語：Calle Larga），是智利的城市，位於該國中部瓦爾帕萊索大區的洛斯安第斯省，面積321.7平方公里，海拔高度768米，2012年人口13,366人，人口密度每平方公里42人。
32°52′59″S 70°38′55″W / 32.88306°S 70.64861°W